# Nutricia
Nutricia is de naam van een in Zoetermeer gevestigd voedingsmiddelenconcern dat in 1896 als zuivelfabriek werd opgericht.
Het bedrijf is gespecialiseerd in kunstmatige voedingen voor baby's en klinische instellingen. Het concern is in 2007 door het Franse concern Danone overgenomen. Nutricia heeft een fabriek in Zoetermeer en Cuijk en een onderzoekscentrum in Utrecht.

## Beginperiode
In 1896 werd in Zegwaart, het huidige Zoetermeer, de voorloper van het Numico-concern door Martin van der Hagen opgericht: de Stoomzuivelfabriek "Wilhelmina". Niet veel later ging het bedrijf over op het produceren van een bacterievrije babyvoeding als vervanger voor moedermelk, volgens een receptuur van Alexander Backhaus. Deze kreeg de naam "Nutricia", afgeleid van het Latijnse woord nutrire dat "voeden" betekent. De onderneming droeg ook al snel deze naam evenals de filiaalbedrijven en depots die al snel verrezen. Er kwam een filiaalbedrijf te Laken (België) en kwam er in 1899 een te Windesheim (Nederland) In dat jaar waren er al depots in 12 steden. In 1901 werd de onderneming omgezet in een nv, Maatschappij Nutricia, sinds 1996 met het predicaat Koninklijk. Het bedrijf groeide voorspoedig, men ging naast babyvoeding een breed assortiment produceren. Zo werd in 1905 de eerste melkpoeder geproduceerd, bestemd voor de export. Verder werd er gecondenseerde karnemelk voor zuigelingen gemaakt alsook yoghurt en room.
Rond 1910 nam Nutricia het familiebedrijf van Van der Hagen te Sint-Oedenrode over, in 1924 nam Nutricia de zuivelfabriek Lacto te Cuijk over, in 1907 opgericht. In 1932 begon men chocolademelk te produceren, onder de naam Melcola. Deze naam stuitte echter op juridische bezwaren, waarna het product onder de naam Chocomel werd verkocht en als zodanig grote bekendheid verwierf. Het hielp Nutricia de crisisjaren door ter komen. Ook de Duitse bezetting kwam het bedrijf redelijk door, vanwege het belang dat ook de bezetter hechtte aan de productie van zuigelingenvoeding. Zo was het personeel vrijgesteld van de Arbeitseinsatz in Nederland

## Na 1945
Op 30 maart 1945 werd de fabriek te Zoetermeer getroffen door een geallieerde bom, bedoeld voor het nabijgelegen station. Er vielen geen slachtoffers, de schade was beperkt, na drie dagen kon de productie worden hervat. Het bedrijf stond na het afscheid van Martien van der Hagen onder leiding van een oudgediende die in 1902 in dienst was gekomen, Christiaan Hodes. Deze kreeg in 1944 een hartaanval waarna een zoon van adviseur Jan van der Hagen, Jan jr. in 1945 alsnog de directie overnam. Hij stond mede voor een nieuwe verbreding, buiten de zuivel. In 1946 werd onder de merknaam Olvarit groentevoeding voor baby's geïntroduceerd. Daarna volgden "Nutrix" (1955) en "Bambix". Ook op het terrein van ziekenhuisvoeding werd Nutricia actief.
In 1963 werd een derde fabriek in Bornem opgestart en in 1966 kwam de "N.V. Verenigde Bedrijven Nutricia" tot stand, wat een beursgenoteerde onderneming werd. Ook werd toen het predicaat "Koninklijke" verleend. Overnames volgden, zoals "Cow & Gate" (1981), enkele Oost-Europese bedrijven in het begin van de jaren 90, en "Milupa" in 1995.
In 1998 werd het omgedoopt in Numico, om een groter onderscheid te maken tussen de dochterondernemingen en de holdingsmaatschappij. "Numico" is een afkorting van "NUtricia, MIlupa, COw & Gate". De laatste twee bedrijven waren recentelijk overgenomen.
Ook Numico verrichtte overnames, en wel het Amerikaanse concern "General Nutrition Companies" (GNC) in 1999. In 2000 werden "Enrich International" en "Rexall Sundown" ingelijfd. Numico wilde zich op de veelbelovende markt van voedingssupplementen storten. De overnames op de Amerikaanse vitaminemarkt liepen op een teleurstelling uit. Numico had voor de GNC en Rexall in totaal 3,8 miljard euro betaald. Na de overname verloor Rexall omzet en marktaandeel en Numico moest in 2001 zo'n 415 miljoen euro afschrijven op de waarde van dit bedrijf. Dit bedrag werd gecompenseerd door eenmalige inkomsten uit de verkoop van Zonnatura en Nutricia. Niettemin halveerde de koers van het aandeel Numico binnen een jaar tijd. Topman Van der Wielen trad af en op dit bericht alleen herstelde de beurskoers van Numico met 12%. Jan Bennink nam zijn positie over.
Bennink gooide het roer om en besloot alle vitamine-activiteiten te verkopen. In december 2003 werd dit proces afgerond met de verkoop van GNC aan Apollo Management. De opbrengst van $750 miljoen werd gebruikt om de schulden te reduceren. Na deze deal beperkt Numico de activiteiten tot babyvoeding en klinische voeding.
Op 9 juli 2007 deed het Franse Danone een overnamebod ter waarde van 12,3 miljard euro op Numico. Het bestuur van Numico steunde het bod. In november 2007 werd de overname een feit. Topman Jan Bennink profiteerde financieel enorm van de overname. Hij kwam in 2002 van Danone naar Numico en redde de laatste van de ondergang. Zijn beloningspakket bestond uit aandelen en opties dat na de transactie met Danone ruim 80 miljoen euro waard was. Na de overname trad hij af als bestuursvoorzitter. De vertrekkend financieel directeur van Numico, Jean-Marc Huët, verkocht ook zijn aandelen en opties Numico wat hem 30 miljoen euro opleverde.
Toen het bod bekend werd was er een vermoeden van handel met voorkennis. De Vereniging van Effectenbezitters (VEB) startte een actie die twee jaar later leidde tot een schikking. Beleggers die aandelen Numico hadden verkocht vlak voor het bekendmaken van het bod kregen in totaal bijna 17 miljoen euro compensatie.

## Activiteiten
De producten variëren van diverse formules in zuigelingenvoeding tot gespecialiseerde voeding voor baby's met specifieke behoeften. Voor mensen met specifieke voedingseisen biedt Numico een uitgebreid scala aan enterale klinische voeding, dieetproducten en ziektespecifieke voeding. De fabrieken zijn onder andere in Zoetermeer (vloeibare voeding) en Cuijk (poedervormige baby- en kindervoeding) gevestigd. Na de overname door Danone gaan de activiteiten verder onder de divisienamen Early Life Nutrition en Medical Nutrition.

### Bekende merken

#### Babyvoeding
- Nutricia (Nutrilon, Olvarit en Bambix)
- Milupa (Aptamil en Milumil)
- Mellin
- Cow & Gate
- Dumex (in Azië)

#### Klinische voeding
- Nutrison
- Peptisorb
- Nutridrink
- Fortimel
- Ensini
- Cubitan
- Diasip
- Pre-Op

#### Afgestoten merken
- Nutroma koffiemelk
- Chocomel
- Fristi